# ادی هولمن
اِدی هولمن (انگلیسی: Eddie Holman؛ زادهٔ ۳ ژوئن ۱۹۴۶) یک خواننده و موسیقی‌دان اهل ایالات متحده آمریکا است.
او بیشتر در سبک‌های ریتم اند بلوز، سول، گاسپل و پاپ فعالیت کرده است و مشهورترین ترانه‌اش، «آهای دخترک تنها» نام دارد که در دسامبر ۱۹۶۹ میلادی منتشر شد و در «۱۰۰ آهنگ داغ بیلبورد» آمریکا به رتبهٔ ۲ و در «جدول تک‌آهنگ‌های بریتانیا» به رتبه ۴ دست یافت.